# HMS Endeavour
HMS Endeavour, též HMB Endeavour, byla britská průzkumná loď. Této lodi velel kapitán James Cook na své první plavbě po Tichém oceánu.
Earl of Pembroke byla postavena v přístavě ve Whitby, jakožto trojstěžňový bark, určený k dopravě uhlí v Severním moři. V roce 1768 ji zakoupila Britská admiralita a byla přejmenována na loď Jeho Veličenstva Endeavour.

## Objevná plavba
Endeavour odrazila od břehů plymouthského přístavu ve čtvrtek 25. srpna 1768, odpoledne. Atlantikem proplula loď bez větších obtíží a po zastávkách na Tenerife a v Rio de Janeiru obeplula Endeavour 15. ledna Ohňovou zemi a 25. ledna obávaný mys Horn.
Dne 13. dubna 1769 zakotvila loď v zálivu Matavia na Tahiti. Byla v pořadí druhou lodí, která přistála u tahitských břehů – v létě 1767 ostrovany „navštívila“ loď HMS Dolphin. Dne 14. července Endeavour zvedla kotvy a o dva dny později doplula ke Společenským ostrovům (dnes označované za Závětrné Společenské ostrovy), od kterých poté zamířila přímo na jih, pátrat po tajemné Terra Australis Incognita. V jižním směru pak pokračovala až k 40. stupni jižní šířky, kde se v září stočila k západnímu směru.
Dne 8. října narazila posádka lodi na východní pobřeží Severního ostrova Nového Zélandu, domorodci nazývaného Aeheinomouwe.